# Marco Motta
Marco Motta (Merate, Provincia de Lecco, Italia, 14 de mayo de 1986) es un futbolista italiano. Juega de defensa y su equipo actual es el Persija Jakarta de la Liga 1 (Indonesia).

## Selección nacional
Ha sido internacional con la selección de fútbol de Italia en 1 ocasión. Debutó el 10 de agosto de 2010, en un encuentro amistoso ante la selección de Costa de Marfil que finalizó con marcador de 1-0 a favor de los africanos.

### Participaciones en Eurocopas
| Eurocopa                | Sede         | Resultado    |
| ----------------------- | ------------ | ------------ |
| Eurocopa Sub-21 de 2007 | Países Bajos | Primera fase |
| Eurocopa Sub-21 de 2009 | Suecia       | Semifinal    |

## Clubes
| Club              | País       | Año         |
| ----------------- | ---------- | ----------- |
| Atalanta B. C.    | Italia     | 2004 - 2005 |
| Udinese Calcio    | Italia     | 2005 - 2007 |
| Torino F. C.      | Italia     | 2007 - 2008 |
| Udinese Calcio    | Italia     | 2008 - 2009 |
| A. S. Roma        | Italia     | 2009 - 2010 |
| Juventus F. C.    | Italia     | 2010 - 2012 |
| Calcio Catania    | Italia     | 2012        |
| Bologna F. C.     | Italia     | 2012 - 2013 |
| Juventus F. C.    | Italia     | 2013 - 2014 |
| Genoa C. F. C.    | Italia     | 2014        |
| Juventus F. C.    | Italia     | 2014 - 2015 |
| Watford F. C.     | Inglaterra | 2015        |
| Charlton Athletic | Inglaterra | 2016        |
| U. D. Almería     | España     | 2017 - 2018 |
| Omonia Nicosia    | Chipre     | 2018 - 2019 |
| Persija Jakarta   | Indonesia  | 2020 -      |

## Palmarés

### Campeonatos nacionales
| Título              | Club           | País   | Año  |
| ------------------- | -------------- | ------ | ---- |
| Supercopa de Italia | Juventus F. C. | Italia | 2013 |

### Distinciones individuales
| Distinción                                    | Año  |
| --------------------------------------------- | ---- |
| Equipo de las Estrellas de la Eurocopa Sub-21 | 2009 |